# Elusa bipars
Elusa bipars är en fjärilsart som beskrevs av Moore 1881. Elusa bipars ingår i släktet Elusa och familjen nattflyn. Inga underarter finns listade i Catalogue of Life.